# Die Sphinx (Film)
Die Sphinx ist ein 1912 gedrehtes, deutsches Stummfilmdrama mit Erna Morena.

## Handlung
Im Zentrum steht die verwöhnte Tochter eines angesehenen Kommerzienrates, die von vielen Dingen übersättigt ist. Die Gartenlaube-Liebe liegt längst hinter ihr, der Wunsch nach exzessivem, wilden Verlangen, ohne dafür das Geheimnisvolle in sich, das Sphingenhafte, aufzugeben, ist übermächtig, und nur er bringt der jungen Frau noch einen Kick. Ihr letzter Versuch, etwas Neues zu wagen, bringt die Frau zu einem adeligen Maler, für den sie Modell stehen will. Dieser verliebt sich bald in sie. Doch einer seiner Freunde rät ihm von dieser Liaison ab, glaubt, dass diese Rätselhafte, diese Sphinx, ihn ins Unglück stürzen wird. Der Maler horcht auf diesen Ratschlag und bewahrt, entgegen seinem eigenen Verlangen, die professionelle Ebene einer Beziehung von Künstler zu Modell. 
Im Haus des Kommerzienrates treffen sich die beiden erstmals außerhalb des Ateliers, und der Maler ist erstaunt, dass sie, die Wilde und Unangepasste, Tochter eines sozial gefestigten und hoch angesehenen Mannes ist. Die Familie des Malers hegt den Wunsch, dass er die Tochter dieses angesehenen Mannes heiratet. Doch nach dieser Begegnung der beiden weiß nun alle Welt von dem wilden Treiben der Kommerzienratstochter, und der eigene Vater verstößt sie. Die junge Frau steigt sozial ab und landet schließlich in den tiefsten Niederungen. In einer Destille entdeckt sie dort eines Tages des Malers Diener. Physisch wie psychisch völlig am Ende, wird sie vom Diener in das Haus des Malers gebracht. Dort gestehen sich beide ein, dass sie sich lieben.

## Produktionsnotizen
Die Sphinx, auch unter Sphynx geführt, entstand im Duskes-Filmatelier in der Berliner Blücherstraße 12. Der Film passierte im Januar 1913 die Zensur, erhielt Jugendverbot und wurde am 1. März 1913 uraufgeführt. Der Dreiakter hatte eine Länge von 1080 Metern.
Erna Morena gab hier ihr Filmdebüt. Kurz hintereinander drehte sie zum Jahresende 1912 für die Duskes-Film drei kurze Streifen, die allesamt im Januar 1913 die Zensur passierten: Neben Die Sphinx waren dies Irrwege und Du sollst Vater und Mutter ehren.

## Kritik
„In einem Duskes-Film „Die Sphinx“ (Pathé) ist wieder Erna Morena zu sehen. Diese Darstellerin spielt gerne degeneriertes Leben, Wesen mit großen Fragezeichen. Die rätselhafte Sonderbarkeit und das geheimnisvolle Uebermenschentum der Sphinx finden in ihr vollendeten Ausdruck. (…) Eine gute Inszenierung, vorzügliches Spiel und eine einwandfreie Photographie sind dem Film eigen.“